# Pseudorobillarda jaczewskii
Pseudorobillarda jaczewskii är en svampart som först beskrevs av Girz., och fick sitt nu gällande namn av Nag Raj 1993. Pseudorobillarda jaczewskii ingår i släktet Pseudorobillarda, divisionen sporsäcksvampar och riket svampar.   Inga underarter finns listade i Catalogue of Life.